# Kaironnisam Sahabudin Hussain
Muhamad Kaironnisam Sahabudin Hussain (Mergong, 10 maggio 1979) è un ex calciatore malese, di ruolo difensore.

## Caratteristiche tecniche
Difensore centrale, poteva giocare anche come centrocampista difensivo.

## Carriera

### Club
Ha cominciato a giocare al Perlis. Nel 2005 è passato al Selangor. Nel 2006 si è trasferito all'UPB-MyTeam. Nel 2010 è stato acquistato dal FELDA United. Nel 2012 è passato al Johor Darul Ta'zim. Nel 2013 è tornato al FELDA United.

### Nazionale
Ha debuttato in Nazionale nel 2002. Ha partecipato, con la Nazionale, alla Coppa d'Asia 2007. Ha collezionato in totale, con la maglia della Nazionale, 49 presenze e una rete.